# TIM Music Awards 2023
La diciassettesima edizione dei TIM Music Awards si è svolta il 15 e il 16 settembre 2023 all'Arena di Verona con la conduzione di Carlo Conti e Vanessa Incontrada. La premiazione è stata trasmessa in diretta il 15 settembre dall'Arena di Verona sia dall'emittente TV Rai 1 che dalle radio Rai Radio 2 e Radio Italia, sotto la produzione di Friends&Partners. La puntata del 16 settembre, originariamente prevista in diretta, è stata registrata e trasmessa il 17 settembre dalle stesse emittenti per la contemporanea finale del Campionato europeo di pallavolo maschile.
Nella sera del 14 settembre 2023 è stato registrato lo speciale TIM Music Awards - La Festa, condotto da Nek e Carolina Di Domenico, trasmesso dall'emittente TV Rai 2 il 20 settembre successivo.

## Prima serata

### Esibizioni
La lista riporta le esibizioni in ordine di apparizione sul palco.
- Max Pezzali – Hanno ucciso l'Uomo Ragno
- Geolier – Money / Come vuoi
- Tedua – Hoe / Malamente / Red Light
- Guè e Anna – Cookies n' Cream
- Anna – Vetri neri
- Biagio Antonacci e Benny Benassi – Tridimensionale
- Marco Mengoni – Due vite  / Guerriero / Mi fiderò / Io ti aspetto
- Francesco De Gregori e Antonello Venditti – Generale / Ricordati di me
- Tananai –  Baby Goddamn / Abissale / Un altro mondo / Tango
- Pooh –  Pensiero / Chi fermerà la musica / Uomini soli
- Biagio Antonacci – Non ci facciamo compagnia / Buongiorno bell'anima / Se io, se lei
- Laura Pausini – Il primo passo sulla luna / Durare
- Max Pezzali – Come mai
- Marco Mengoni e Elodie – Pazza musica
- Annalisa  – Ragazza sola / Bellissima / Mon Amour
- Articolo 31 – Tranqi Funky / L'italiano medio / Domani smetto
- Madame – Il bene nel male / Aranciata
- Salmo – Diavolo in me / Marla
- Bresh – Altamente mia / Guasto d'amore
- Compagnia della Rancia – Grease: Il Musical
- Emis Killa – On Fire / Rollercoaster
- Alex W – Mano ferma

### Premi
La lista riporta i premi nelle rispettiva categorie in ordine di consegna sul palco.

#### Album
- Disco multiplatino per Il coraggio dei bambini – Geolier
- Disco multiplatino per La Divina Commedia – Tedua
- Disco platino per Madreperla – Guè
- Disco multiplatino per Materia – Marco Mengoni
- Disco multiplatino per Rave, eclissi – Tananai
- Disco oro per L'amore – Madame
- Disco multiplatino per Effetto notte – Emis Killa
- Disco oro per Ciò che abbiamo dentro – Alex W

#### Singoli
- Singolo multiplatino per Chiagne  – Geolier e Lazza
- Singolo multiplatino per X caso  – Geolier e Sfera Ebbasta
- Singolo multiplatino per Il male che mi fai  – Geolier e Marracash
- Singolo multiplatino per Hoe  – Tedua
- Singolo multiplatino per Cookies n' Cream – Guè e Anna
- Singolo multiplatino per Gelosa – Guè
- Singolo multiplatino per Vetri neri – Anna e Ava
- Singolo multiplatino per Due vite – Marco Mengoni
- Singolo multiplatino per Tango – Tananai
- Singolo multiplatino per Abissale – Tananai
- Singolo multiplatino per Bellissima – Annalisa
- Singolo multiplatino per Mon Amour – Annalisa
- Singolo multiplatino per Disco Paradise – Annalisa, Fedez e Articolo 31
- Singolo multiplatino per Il bene nel male – Madame
- Singolo multiplatino per Guasto d'amore – Bresh

#### Live e tour
- Live Oro per Il coraggio dei bambini summer tour 2023 – Geolier
- Live Diamante per Marco Mengoni negli stadi – Marco Mengoni
- Live Oro per Francesco De Gregori e Antonello Venditti: Il Tour – Francesco De Gregori e Antonello Venditti
- Live Oro per Tananai Live – Tananai
- Live Oro per Palco Centrale Tour – Biagio Antonacci
- Live Platino per Max30 – Max Pezzali
- Live Oro per Articolo 31 Il Ritorno – Articolo 31
- Live Oro per Flop Tour – Salmo

#### Premi speciali
- Premio Arena di Verona – Pooh[M 1]
- Premio SIAE – Pooh[M 2]
- Premio TIM – Laura Pausini[M 3]
- Premio TIM – Enrico Brignano[M 4]
- Premio TIM – Isoladellerose[M 5]
- Premio TIM – Saverio Marconi[M 6]
- Premio FIMI – Amadeus[M 7]
- Premio Speciale per l'artista più ascoltato al mondo – Laura Pausini[M 8]
- Premio Speciale musica nel cinema – Marco Mengoni e Elodie[M 9]

### Ospiti
- Amadeus
- Enrico Brignano
- Alessandro Cattelan
- Saverio Marconi

## Seconda serata

### Esibizioni
La lista riporta le esibizioni in ordine di apparizione sul palco.
- Il Volo – Hallelujah
- Me contro Te – La canzone del Cowboy
- Rose Villain – Cartoni animati / Fantasmi / Michelle Pfeiffer
- Shiva – Non lo sai / Un milione di volte
- Negramaro e Fabri Fibra – Fino al giorno nuovo
- Pinguini Tattici Nucleari – Rubami la notte / Giovani Wannabe
- Elisa e Dardust – Dancing / L'anima vola
- Gigi D'Alessio – Non dirgli mai / Una magica storia d'amore / Non mollare mai
- Il Volo – Almeno tu nell'universo / Angels / E lucevan le stelle / Grande amore
- Giorgia – Parole dette male / Il mio giorno migliore / Oronero
- Elodie – OK. Respira / Due
- Mr. Rain – Supereroi
- Lazza e Drillionaire – Piove / Cenere
- Negramaro –  La prima volta / Estate / Nuvole e lenzuola / Parlami d'amore
- Angelina Mango – Voglia di vivere / Ci pensiamo domani
- Fiorella Mannoia, Annalisa e Alessandra Amoroso – Combattente
- Fiorella Mannoia e Danilo Rea – Insieme
- Big Fish e Fabri Fibra – Applausi per Fibra / In Italia / Stavo pensando a te
- The Kolors – Italodisco
- Achille Lauro – Thoiry  / Rolls Royce / Bam Bam Twist
- Nek e Francesco Renga – Inspiegabile
- Clara e Matteo Paolillo – Origami all’alba
- Matteo Paolillo – O mar for
- Rosa Chemical – Made in Italy
- Rocco Hunt – Non litighiamo più
- Rhove – Pelé / Shakerando

### Premi
La lista riporta i premi nelle rispettiva categorie in ordine di consegna sul palco.

#### Album
- Disco oro per Radio Gotham – Rose Villain
- Disco platino per Milano Demons – Shiva
- Disco multiplatino per Fake News – Pinguini Tattici Nucleari
- Disco oro per OK. Respira – Elodie
- Disco multiplatino per 10 – Drillionaire
- Disco oro per  Voglia di vivere – Angelina Mango

#### Singoli
- Singolo multiplatino per Non lo sai – Shiva
- Singolo multiplatino per Gelosa – Shiva
- Singolo multiplatino per Ricordi  – Pinguini Tattici Nucleari
- Singolo multiplatino per Rubami la notte – Pinguini Tattici Nucleari
- Singolo multiplatino per Due – Elodie
- Singolo multiplatino per Supereroi – Mr. Rain
- Singolo multiplatino per Cenere – Lazza
- Singolo multiplatino per Chiagne – Lazza
- Singolo multiplatino per Bon ton – Lazza e Drillionaire
- Singolo multiplatino per Ci pensiamo domani – Angelina Mango
- Singolo multiplatino per Italodisco – The Kolors
- Singolo multiplatino per Origami all’alba – Clara
- Singolo multiplatino per Made in Italy – Rosa Chemical
- Singolo multiplatino per Pelé – Rhove

#### Live e tour
- Live Oro per Me contro Te: Il Tour – Me contro Te
- Live Diamante per Pinguini Tattici Nucleari Stadi 2023 – Pinguini Tattici Nucleari
- Live Oro per An Intimate Night – Elisa e Dardust
- Live Oro per Dove c'è il sole tour – Gigi D'Alessio
- Live Oro per Ouvertour 2023 – Lazza
- Live Oro per NO20 – Negramaro

#### Premi speciali
- Premio Arena di Verona – Fiorella Mannoia[M 10]
- Premio Arena di Verona – Il Volo [M 11]
- Premio TIM – Big Fish[M 12]
- Premio TIM – Fabri Fibra[M 12]
- Premio TIM – Negramaro[M 13]
- TIM Summer Hits – The Kolors[M 14]
- Premio Assomusica – Pinguini Tattici Nucleari[M 15]
- Premio EarOne – The Kolors[M 16]
- Premio EarOne – Pinguini Tattici Nucleari[M 17]
- Premio SIAE – Giorgia[M 18]

### Ospiti
- Alessandro Siani
- Antonella Clerici
- Carolina Di Domenico
- Nek

## TIM Music Awards - La Festa

### Esibizioni
Il cast è stato annunciato il 14 settembre 2023. Le esibizioni sono riportate in ordine di apparizione sul palco.
- Alfa -  Bellissimissima / Cin cin
- Emma - Mezzo mondo / Iniziamo dalla fine
- Diodato  – Ci vorrebbe un miracolo / Che vita meravigliosa
- Paola & Chiara – Mare caos / Furore
- Tony Effe - Boss / Taxi sulla Luna (con Emma)
- Levante – Canzone d'estate / Leggera
- Mara Sattei – Duemilaminuti / Piango in discoteca
- Ciccio Merolla – Malatìa
- Francesco Renga e Nek  – Il solito lido / Inspiegabile
- Ariete – Rumore / L'ultima notte
- LDA – Castello di sabbia / Se poi domani
- Ana Mena – Acquamarina / Mezzanotte
- Olly – Polvere / Tutto con te
- Elettra Lamborghini – Mani in alto / Pistolero / Pem Pem
- Gianmaria - Disco dance / Mostro

## Beneficenza
La Federazione dell’Industria Musicale Italiana ha devoluto il suo compenso di 15 000 euro all’iniziativa benefica Italia Loves Romagna, i cui fondi verranno destinati a progetti dedicati alla ricostruzioni di luoghi artistici e culturali colpiti dall'alluvione dell'Emilia-Romagna del 2023 nelle province di Forlì-Cesena e Ravenna.

## Ascolti
| Puntata | Data              | Telespettatori | Share  |
| ------- | ----------------- | -------------- | ------ |
| 1       | 15 settembre 2023 | 2 382 000      | 17,48% |
| 2       | 17 settembre 2023 | 2 469 000      | 16,57% |
| Media   | Media             | 2 426 000      | 17,03% |
| 3       | 20 settembre 2023 | 815 000        | 5,31%  |